# سيرينا (بوكيمون)
تعد سيرينا شخصية خيالية من تصميم ساتوشي تاجيري وهي بطلة رئيسية في سلسلة بوكيمون اكس و واي وشخصية رئيسية في لعبة بوكيمون اكس و واي حيث تم اختيارها ان تكون شخصية رئيسية للانمي قبل بوني وكليمونت
سيرينا هي فتاة من منطقة كالوس هي مدربة بوكيمون شابة مثل اش وهي صديقة طفولة اش ورفيقته في السفر وتحلم بان تنال لقب ملكة كالوس (اعلي لقب في تدريب البوكيمون) في منطقة كالوس وهي معجبة اش ويحمر خديها خجلا كلما ينظر اليها وتظهر في الحلقات الاولي من الانمي بان اش ساعدها ومد لها يد العون في أحد المرات فمنذ ذلك الوقت وهي تكن لها الكثير من الاحترام لا تزال تتذكر اش إنقاذها منذ ذلك الوقت. على الرغم من كونه صديقًا للطفولة مع سيرينا، التي سخرت منه، فلم يكن لديه أي فكرة لعلاقتهما حتى أظهرت له سيرينا المنديل الذي استخدمه كضمادة لركبتها وفي الحلقة الاخيرة من الانمي فاجأت الجميع بانها قبلت آش (تم قطع القبلة في النسخة اليابانية والإنجليزية) حيث علق المسئولين لكي تعرض الحلقة علي التلفاز يجب قص مشهد القبلة لكن تم عرضها بشكل حصري علي تويتر

## شكلها
ظهرت سيرينا في الانمي بشكلين مختلفين
```
زي سيرينا الأول يتكون تي شيرت رمادي داكن مع ياقة بيضاء وتنورة حمراء قصيرة فضفاضة وجوارب رمادية داكنه طويلة وحذاء هاف بوت اسود اللون عليه كرة بوكيمون حمراء وعينها زرقاء اللون شعرها طويل وأشقر يصل فقط فوق خصرها وتسرحه بشكل ذيل حصان وترتدي قبعة وردية اللون يتوسطها شريط اسود به فيونكة سيرينا في اللعبة تم تغيير شكلها حيث لم يتم وضع نظارة شمس علي قبعتها ولم يتم وضع أي طلاء علي اظافرها ولا يوجد سوار الميجا رينج في يديها وحيث تم تغير لون ياقة التي شيرت الخاص بها من الاسود الي الابيض وفي اللعبة تم تغيير عينها من الرمادية للزرقاء وتبدو أقصر من نسختها التي في اللعبة 
[
1
]
```

زي سيرينا الثاني في الحلقة 60 من الانمي أو الموسم الثامن عشر الحلقة الاولي حيث بدئت تقص شعرها ليصل حتي ذقنها واصبحت ترتدي فستان وردي فاتح فوق التي شيرت الاسود القديم وفيزت احمر مع شريطة زرقاء علي صدرها ونفس الجوارب، وزوج من الاحذيه الطويلة البنية البني مع نفس القبعة 

## شخصيتها
تمتاز سيرينا بانها فتاة طيبة القلب لطيفه جدا ومهذبه. وهي دائما ما تشعر بالقلق إزاء ما يقوم به أصدقاؤها وهي دائما ما تنال علي دعم منهم. كما ان لديها شغف للأزياء والملابس لأنها تحاول العثور علي أجمل الملابس. لديها مشاعر تجاه آش وتقدره وتحترمه ودوما ما يحمر خديها عندما يحدثها
عن كم هي جميلة وجذابة سيرينا حدث لها تغيير كبير في شخصيتها لأنها أصبحت فتاه قويه جدا وعازمه علي ان تحقق هدفها بان تصبح ملكة كالوس، وأظهرت هذا عندما اتخذت لنفسها شعار اش منهجا «لا تستسلم ابداً حتى النهاية». يمكن لسيرينا ان تلوم نفسها في بعض الأحيان علي المشاكل التي تحدث لها أو كلما تتقاتل مع أصدقائها على الرغم من أصدقائها يقولون لها ان الامر علي ما يرام أو ان هذا لم يكن خطائها تمتاز أيضا بانها خبازة محترفة وتمتلك مهارات في الطبخ حيث تعلمت كل هذا من والدتها جريس.

## علاقتها بالشخصيات الأخرى
- آش: ترى سرينا آش فتي رائع ومميز وتكن له الكثير من الإحترام، وقد قبلته في آخر الأنمي وأخبرته انهما عندما يتقابلا ستكون أكثر جاذبية.

- بوني: ترى سيرينا بوني كأختها الصغيرة؛ لإنها فتاة مثلها، ودائماً ما تساعدها في اظهار مشاعرها تجاه آش.

- كليمونت: ترى سرينا كليمونت إنه صديق، وتحب معرفته حول البوكيمونات، لكنها تكره أنه يظهر مشاعر إعجابه بأية فتاة يقابلها وترى أن هذه عادة مزعجة للغاية، وأحياناً ما تشجعه على الإختراع، وأحياناً أخرى ما تسخر من إخفاقاته.

- مييت: ترى سيرينا مييت كمنافسة لها سواءً في مباريات البوكيمون أو على قلب آش لكنهما أصبحتا صديقتي.

- شونا: ترى سيرينا شونا كمنافسة لها في مباريات البوكيمون ولكن شونا الهمت سيرينا لتدرب أكثر لتحقق حلمها وتصبح ملكة كالوس وأيضاً تعرف بمدى إعجابها بآش.

- اريا: ترى سيرينا اريا إنها مثل أعلى، تود أن تصبح مثلها، وتعلمت منها أن تُري دوماً أصدقائها إبتسامتها لتمدهم بالقوة وسعادة القلب.